# Manlio Scarpelli
Pour les articles homonymes, voir Scarpelli.
Manlio Scarpelli, né le 24 janvier 1924 à Rome (Latium) et mort le 5 décembre 1984 dans la même ville, est un réalisateur et scénariste italien,.

## Biographie
En plus de son travail de scénariste, principalement pour la télévision, il a également réalisé deux films dans les années 1970. Il est le fils du journaliste Filiberto Scarpelli et le frère de Furio, scénariste, et de Marco, directeur de la photographie. 

## Filmographie

### Réalisateur et scénariste
- 1971 : Seuls les oiseaux volent en liberté (Siamo tutti in libertà provvisoria)
- 1972 : Les Pages galantes de l'Arétin (Le notti peccaminose di Pietro l'Aretino)

### Scénariste
- 1960 : Il corazziere (it) de Camillo Mastrocinque
- 1970 : Marcovaldo de Giuseppe Bennati - minisérie
- 1974 : Il commissario De Vincenzi (it), de Mario Ferrero (it) - série télé, épisodes 1x01, 1x02, 1x03
- 1975 : La bufera, d'Edmo Fenoglio (it) - minisérie
- 1976 : Sandokan de Sergio Sollima - minisérie
- 1977 : Processo a Maria Tarnowska de Giuseppe Fina - minisérie
- 1978 : Ricatto internazionale de Dante Guardamagna (it) - minisérie